# Deserto de Maine
 Coordenadas : formato inválido

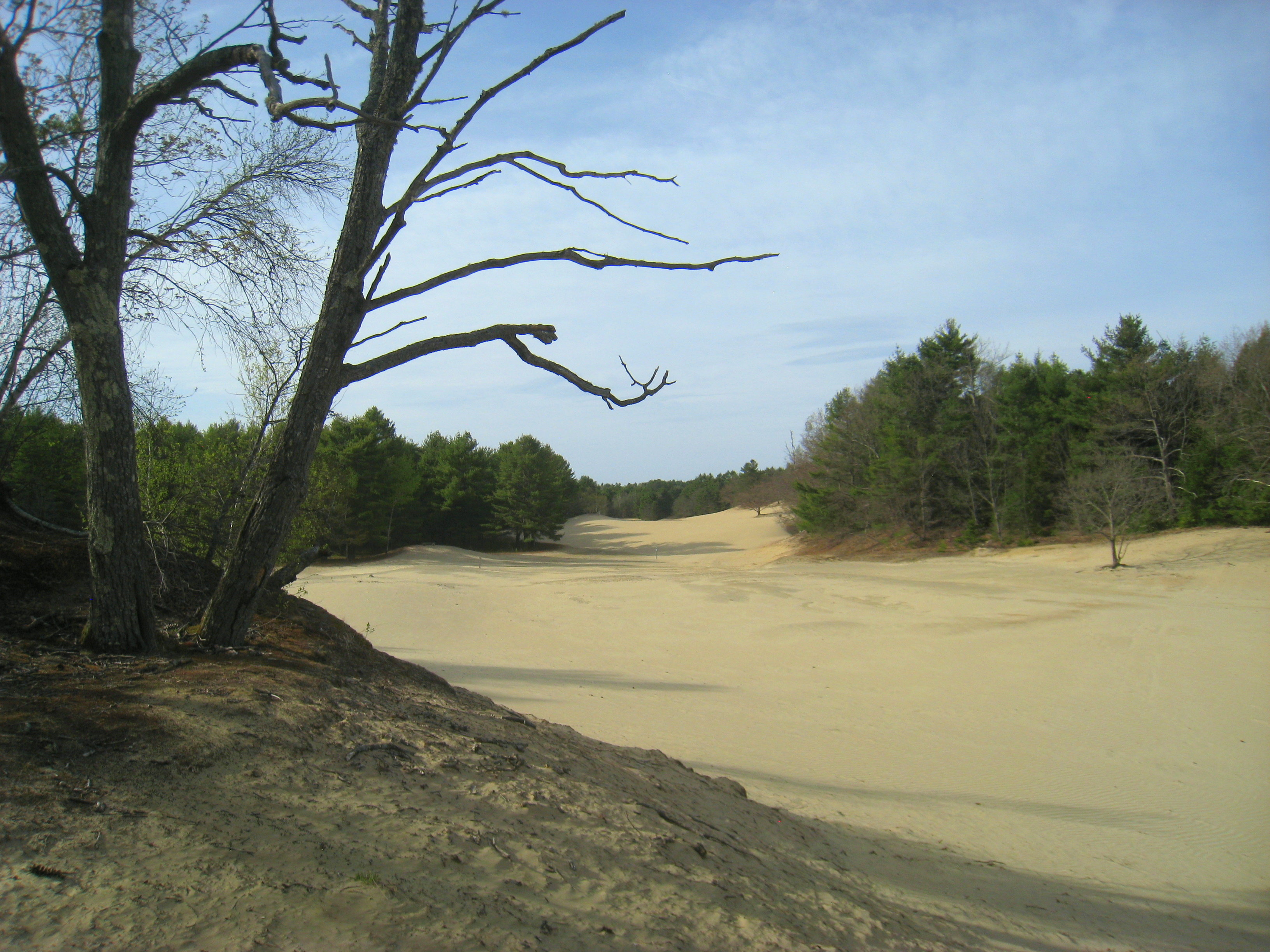
Deserto de Maine

O Deserto de Maine é uma área de 160.000m² de solo composto por silte de eras glaciais, localizado em uma floresta de pinheiros na cidade de Freeport, no estado de Maine, Região Nordeste dos Estados Unidos.
Foi originado quando a Família Tuttle arrendou o sítio em 1797. Falhas na rotação de culturas combinados com o apuramento e o sobrepastoreio deixaram o solo exposto à erosão, tendo dunas com substâncias parecidas com a areia, tendo a aparição do silte.
O trecho inicial, de pequenas extensões, com o passar dos anos foi se estendendo e cobriu a fazenda inteira. A Família Tuttle deixou a fazenda em 1919 quando ela foi comprada por U$300 para Henry Goldrup, que a converteu em uma atração turística em 1925.
A fazenda é preservada, tendo uma loja de presentes, um museu de areia e um museu próprio da Fazenda.